# نادي الحلة
نادي الحلة الرياضي (بالانجليزية : Al-Hilla Sport Club) هو أحد أندية الدوري العراقي
تأسس عام 1964 في محافظة بابل.